# Slag bij de Eurymedon (466 v.Chr.)
De Slag bij Eurymedon vond plaats tussen de Delische Bond geleid door Athene en Perzië aan de Eurymedon rivier in Pamphylië in Anatolië. De precieze datum is onbekend, maar het was ergens tussen 470 v.Chr. en 466 v.Chr..
De Grieken, geleid door Kimon II van Athene, versloeg in feite de Achaemenidische Perzen in twee separate veldslagen op dezelfde dag, eerst op de rivier en daarna op het land. De Perzische marine, bestaande uit 200 Phoenicische schepen, werd volledig vernietigd in de zeeslag. Na deze overwinning landde Cimon en viel het Perzische kamp aan om het vervolgens te vernietigen. De steden in Carië en Lycië (zoals Cnidus) werden bondgenoten (of onderdanen) van de Delische Bond, en Perzië bleek voor de derde keer niet in staat om Griekenland binnen te vallen. De oorlogsbuit veroverd op de Perzen en de nieuwe bondgenoten van Athene stond hen toe om de Akropolis uit te breiden.